# Grynaraistis
Grynaraistis este o arie protejată (arie specială de conservare — SAC, sit de importanță comunitară — SCI) din Lituania întinsă pe o suprafață de 15,4 ha, integral pe uscat.

## Localizare
Centrul sitului Grynaraistis este situat la coordonatele 53°59′39″N 23°45′08″E / 53.9942°N 23.7523°E.

## Înființare
Situl Grynaraistis a fost declarat sit de importanță comunitară în august 2016 pentru a proteja un număr necunoscut de specii din flora spontană și fauna sălbatică aflate în arealul zonei. Situl a fost protejat și ca arie specială de conservare în martie 2021.

## Biodiversitate
Situată în ecoregiunea boreală, aria protejată conține 1 habitat natural: Mlaștini împădurite.
La baza desemnării sitului se află un număr nedeclarat de specii protejate.